# جاييش راني
جاييش راني (7 سبتمبر 1991 بمومباي في الهند - ) هو لاعب كرة قدم هندي في مركز الهجوم. شارك مع منتخب الهند تحت 23 سنة لكرة القدم. أما مع النوادي، فقد لعب مع نادي تشينايين ونادي مومباي لكرة القدم.

## وصلات خارجية
- جاييش راني على موقع قاعدة بيانات كرة القدم.إي يو (الإنجليزية)
- جاييش راني على موقع Soccerway.com (الإنجليزية)